# Acronyches westcotti
Acronyches westcotti är en tvåvingeart som beskrevs av Martin 1968. Acronyches westcotti ingår i släktet Acronyches och familjen rovflugor. Inga underarter finns listade i Catalogue of Life.